# 库里 (加尔省)
库里（法語：Courry，法語發音：[kuʁi]）是法国加尔省的一个市镇，属于阿莱斯区。

## 地理
库里（44°17'57"N, 4°9'21"E）面积8.22 平方千米，位于法国奧克西塔尼大區加尔省，该省份为法国南部沿海省份，南端濒地中海，北起顺时针与阿尔代什省、沃克吕兹省、罗讷河口省、埃罗省、阿韦龙省和洛泽尔省接壤。
与库里接壤的市镇（或旧市镇、城区）包括：圣安德烈-德克吕济耶尔、圣保罗勒热讷、贝塞日、加尼耶尔、梅拉讷、圣布雷斯。

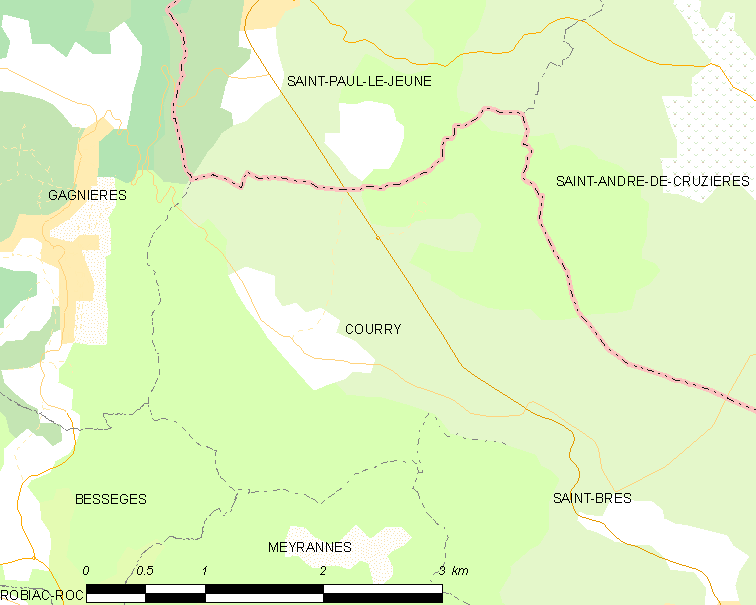
的OSM定位图

库里的时区为UTC+01:00、UTC+02:00（夏令时）。

## 行政
库里的邮政编码为30500，INSEE市镇编码为30097。

## 政治
库里所属的省级选区为鲁松县。

## 人口

1962-2008年间人口变化图示

库里于2022年1月1日时的人口数量为283人。